# Pjesa dlja passazjira
Pjesa dlja passazjira (russisk: Пьеса для пассажира) er en russisk spillefilm fra 1995 af Vadim Abdrasjitov.

## Medvirkende
- Sergej Makovetskij som Oleg
- Igor Livanov som Nikolaj
- Jurij Beljajev som Kuzmin
- Irina Sidorova som Marina
- Nelli Nevedina som Olga